# Monte Albán, Baja California
Monte Albán är en ort i Mexiko.   Den ligger i kommunen Ensenada och delstaten Baja California, i den nordvästra delen av landet, 2 100 km nordväst om huvudstaden Mexico City. Monte Albán ligger 108 meter över havet och antalet invånare är 302.
Terrängen runt Monte Albán är platt åt sydväst, men åt nordost är den kuperad. Runt Monte Albán är det glesbefolkat, med 8 invånare per kvadratkilometer. Närmaste större samhälle är Camalú, 2,4 km sydost om Monte Albán. Omgivningarna runt Monte Albán är i huvudsak ett öppet busklandskap.